# یواس‌اس همیلتون (دی‌دی-۱۴۱)
یواس‌اس همیلتون (دی‌دی-۱۴۱) (به انگلیسی: USS Hamilton (DD-141)) یک کشتی بود که طول آن ۹۵٫۸۳ متر (۳۱۴٫۴ فوت) بود. این کشتی در سال ۱۹۱۹ ساخته شد.